# Sculptotheca
Sculptotheca là một chi bọ cánh cứng thuộc họ Ptinidae.

## Các loài
Có 10 loài được ghi nhận trong chi Sculptotheca:
- Sculptotheca puberula (LeConte, 1865)